# Akbar
|  | No s'ha de confondre amb Ackbar o Na'im Akbar. |

Jalal-ud-Din Muhammad Akbar, també conegut com a rei dels reis Akbar-e-Azam o Akbar el Gran (14 d'octubre del 1542 – 27 d'octubre del 1605), fou el tercer emperador mogol. Era descendent de Tamerlà; fill de l'emperador Humayun, i net de l'emperador mogol Zahiruddin Muhammad Babur, governant que va fundar la dinastia mogol a l'Índia. Al final del seu regnat, el 1605, l'Imperi mogol cobria la major part de l'Índia septentrional i central. És apreciat per tenir un punt de vista liberal en totes les seves creences i fe i, durant la seva època, la cultura i l'art van arribar al zenit quan es compara amb els seus predecessors, tot i que ell era analfabet.
Akbar tenia 13 anys quan va ascendir al tron mogol a Delhi (febrer del 1556), després de la mort en accident del seu pare Humayun. Durant el seu regnat, va eliminar les amenaces militars dels poderosos descendents paixtuns de Xer-Xah Suri, i en la Segona Batalla de Panipat va guanyar clarament l'autodeclarat nou rei indi Hemu.
Va trigar prop de dues dècades més a consolidar el seu poder i posar sota el seu reialme totes les parts septentrionals i centrals de l'Índia. Akbar va influir tot el subcontinent indi, la major part del qual formava part del seu regne. Com a emperador, va consolidar el seu poder amb una intensa activitat diplomàtica amb la poderosa casta hindú rajput i casant-se amb princeses rajputs, a més de musulmanes i cristianes.
El Regne d'Akbar va influenciar molt l'art i la cultura al país. Era un gran mecenes de l'art i l'arquitectura. Va tenir un gran interès en la pintura, i tenia les parets dels seus palaus adornades amb murals. A banda de fomentar el desenvolupament de l'escola mogol, també va patrocinar l'estil de pintar europeu. Era afeccionat a la literatura oral -no sabia llegir- i tenia obres en sànscrit traduïdes al persa i escriptures perses traduïdes al sànscrit, a part de tenir força obres perses il·lustrades per pintors de la seva cort. Durant els primers anys del seu regnat, es mostrava intolerant cap als hindús i altres religions; però, més tard, va exercir tolerància cap a fes no islàmiques i revertí algunes de les estrictes lleis de la xara. En realitat, era un musulmà força heterodox que barrinava crear la seva pròpia religió eclèctica, cosa que va esperonar la revolta del seu germà, rei de Kabul, que l'acusava d'heretge i d'afavorir els cristians i altres fes. La seva administració incloïa nombrosos brahmans, a més de mogols. Akbar va començar una sèrie de discussions en què els erudits musulmans debatien qüestions religioses amb hindis, jainistes, budistes tantrics, sufís, zoroastrians i jesuïtes catòlics que havia fet venir des de Goa, singularment el català Antoni de Montserrat i l'italià Rodolfo Acquaviva. Va tractar aquests sacerdots amb gran consideració sense distinció de fe.

## Biografia

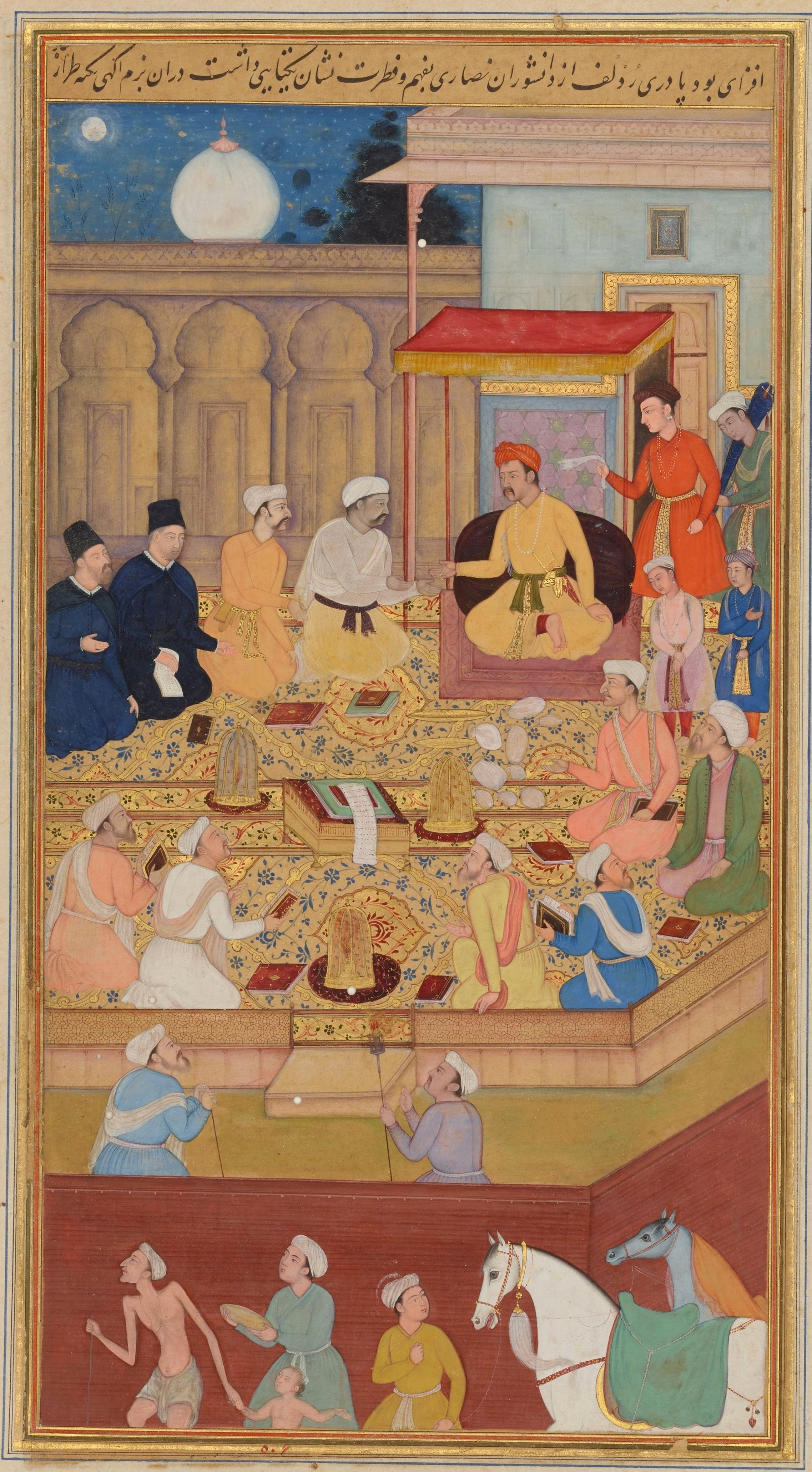
L'emperador mogol Jalaluddin Muhammad el gran (conegut en veu àrab com Akbar) celebra una assemblea inter religiosa en el Ibadat Khana (Casa de reflexió -meditació-construïda en 1575) a Fatehpur Sikri. Els dos homes vestits de negre són els missioners jesuïtes Rodolfo Acquaviva i Francisco Henriques dos companys d'Antonio de Montserrat.
Il·lustració de la Akbarnama, pintura en miniatura per Nar Singh, ca. 1605

Akbar va néixer el 14 d'octubre del 1542 (el quart dia del Rajab, 949 AH), a la fortalesa rajput d'Umerkot a Sindh (actualment al Pakistan), on l'emperador Humayun i la seva nova esposa, Hamida Banu Begum, filla de Shaikh Ali Akbar Jami, un persa xiïta, estaven refugiats. Després de la captura de Kabul per Humayun, va tenir lloc la cerimònia de circumcisió de Badruddin i es va canviar la seva data de naixement i el seu nom per confondre els bruixots malignes i Humayun el va canviar de nom a Jalal-ud-din Muhammad, un nom que havia sentit en el seu somni a Lahore.

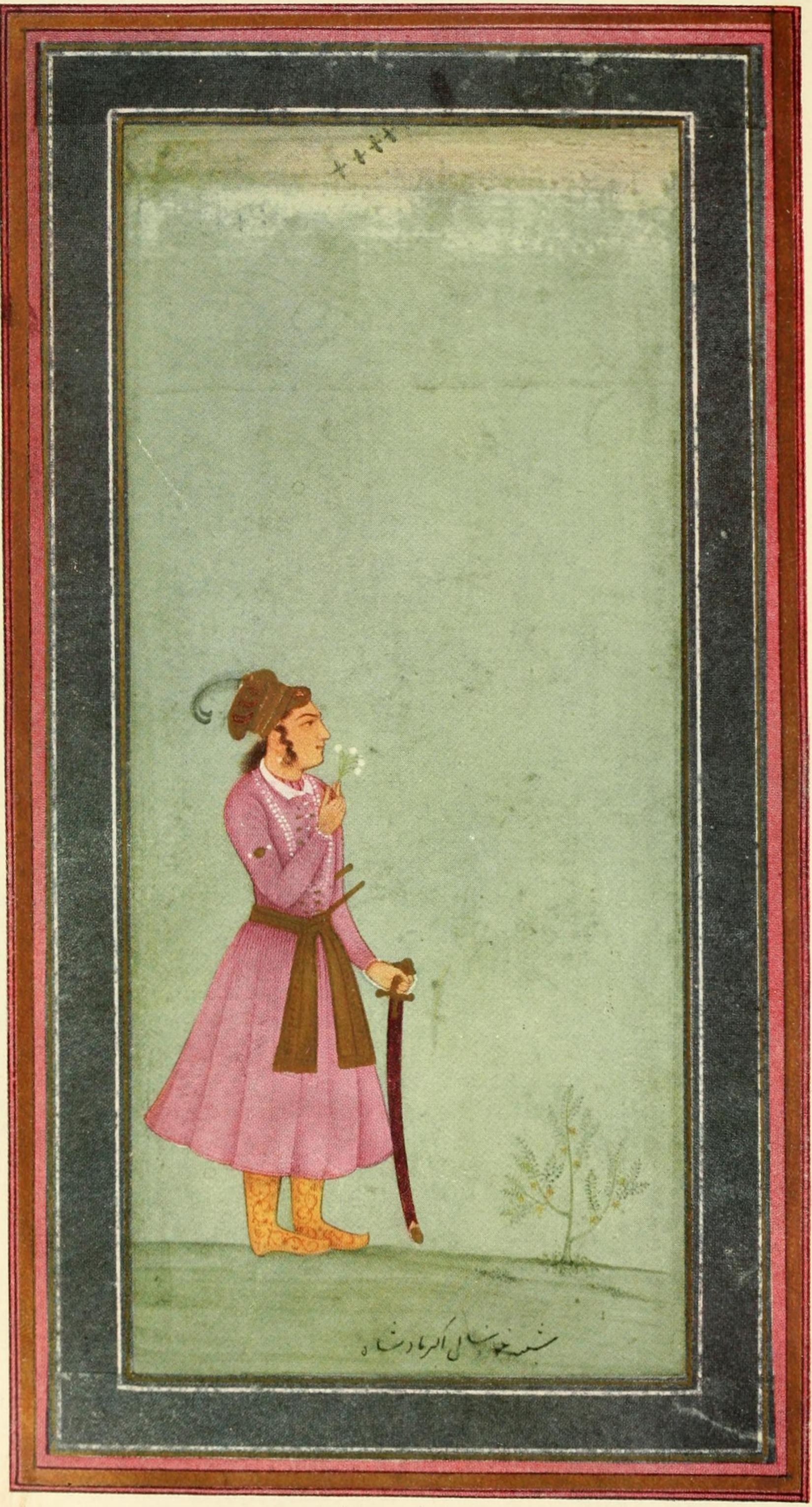
Akbar de petit

Humayun fou portat a l'exili a Pèrsia pel líder pashtun Xer-Xah Surí. Akbar no va anar a Pèrsia amb els seus pares, però va créixer al poble de Mukundpur a Rewa (actualment Madhya Pradesh). Akbar i el príncep Ram Singh I, qui més tard va esdevenir el maharajah de Rewa, van créixer junts i sempre van ser amics íntims. Més tard, Akbar es va moure a l'est de l'Imperi safàvida (avui en dia part de l'Afganistan), on va créixer amb el seu oncle Mirza Askari. Va passar la seva joventut aprenent a caçar, córrer i lluitar, i l'oncle el va fer un guerrer fort i valent, però mai va aprendre a llegir o a escriure. Això, tanmateix, no li va impedir la seva recerca del coneixement, com es deia quan es retirava als vespres i li llegien. El novembre del 1551, Akbar es va casar amb la seva cosina primera, Ruqaiya Sultan Begum, a Jalandhar. La princesa Ruqaiya fou l'única filla del seu oncle patern, Hindal Mirza, i fou la seva primera dona i consort principal.
Seguint el caos sobre la successió del fill de Xer-Xah Surí Islam Shah, Humayun va reconquerir Delhi el 1555, liderant un exèrcit parcialment proveït pel seu aliat persa Tahmasp I. Uns mesos més tard, Humayun va morir. El guàrdia d'Akbar, Bairam Khan, va ocultar la mort per preparar la successió d'Akbar. Akbar va succeir a Humayun el 14 de febrer del 1556, mentre estaven enmig de la guerra contra Sikandar Shah Suri per reclamar el tron mogol. A Kalanaur (Panjab), Akbar, amb 13 anys, fou entronitzat per Bairam Khan en una nova plataforma construïda, la qual encara es manté. Fou proclamat Shahanshah (paraula persa que significa 'rei dels reis'). Bairam Khan va regnar en comptes d'Akbar fins que ell va ser gran.

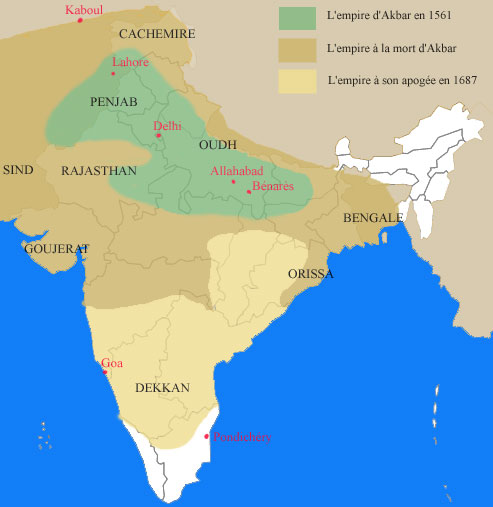
L'imperi mogol al naixement (verd) i la mort (marró fosc) d'Akbar

A la mort de Xer-Xah Surí el 24 de gener del 1556, amb només 14 anys, va decidir recuperar l'Índia. Amb l'ajut del seu tutor Bairam Khan, es va enfrontar als sur i quan el rebel rajput Hem Chandra Vikramaditya va conquerir Delhi i Agra després de derrotar el general mogol Tardi Beg a la batalla de Tughlaqabad el 7 d'octubre de 1556 i es va coronar Raja Vikramaditya a Delhi, envià un exèrcit que va vèncer i decapitar Hem Chandra a la Segona batalla de Panipat el 5 de novembre de 1556. El 1557 es va sotmetre Sikandar Shah Sur. El 1560, Bayram Khan fou apartat del poder i durant quatre anys va quedar sota influència de les dones de l'harem i parents materns.
El 1561, dominava el Panjab i Multan, la conca del Ganges i el Jumna entre Panipat i Allahabad, la regió fins al peu de l'Himàlaia, Gwalior i Ajmer. El seu germanastre Muhammad Halim dominava Kabul. Kandahar era persa. Els seus rivals eren els soldanats de Gujarat i Khandesh, els cinc soldanats del Dècan (Berar, Bidar, Ahmadnagar, Bijapur i Golconda) i el Regne hindú de Vijayanagar. Caixmir, Rajputana i Gondwana estaven en mans de caps independents i Bihar i Bengala pertanyien a l'afganès Sulayman Kararani. A més, els portuguesos tenien possessions a la costa.
El 1562, va conquerir Malwa; el 1564, el Regne gond d'Harha-Katanga a Gondwana; el 1568, Čitor (Chitor); el 1569, Ranthambor i Kalandjar (al Bundelkhand); el 1573, Gujarat, i el 1576 Bengala. Això el va fer sobirà de tota l'Índia del Nord excepte el Sind inferior. El 1586, va conquerir el Caixmir; el 1591 Sind, el 1592 Orissa, el 1594 Balutxistan i Makran, i Kandahar el 1594. Entre aquest any i el 1601, va fer una sèrie de campanyes al Dècan en les quals va annexionar Berar, Khandesh i part d'Ahmadnagar.
Va morir el 1605 i el seu imperi comprenia 15 subes o províncies: Kabul i Caixmir, Lahore, Multan i Sind, Delhi, Oudh, Agra, Ajmer, Ahmadabad, Malwa, Allahabad, Bihar, Bengala, Khandesh, Berar, i Ahmadnagar (la part conquerida).

## Personalitat

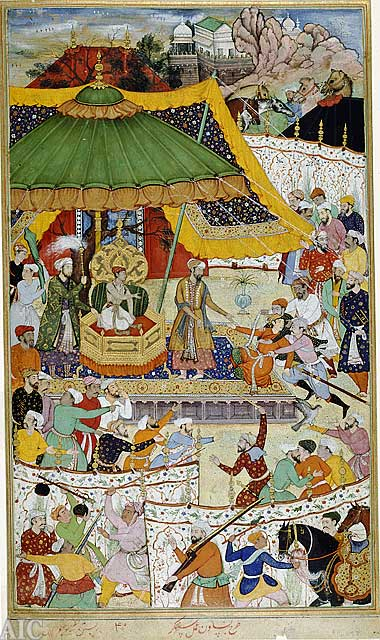
La cort d'Akbar, en una il·lustració de l'Akbarnama

Es diu que Akbar va ser un savi i just governant. El seu fill i hereu, Jahangir, en les seves memòries, va escriure efusius elogis del caràcter d'Akbar, i desenes d'anècdotes per il·lustrar les seves virtuts.
D'acord amb Jahangir, la cara d'Akbar era com el groc del blat. Antoni de Montserrat, el jesuïta català que va visitar la seva cort, el va descriure clarament com un blanc. Akbar no era alt, però sí que tenia una constitució corpulenta i era molt àgil. Fou també conegut per diversos actes de valentia. Un d'aquests incidents es van produir en el seu camí de retorn a Agra des de Malwa, quan Akbar tenia 19 anys. Akbar cavalcava sol, avançant-se a la seva escorta, i s'hagué d'enfrontar a una tigressa que, juntament amb les seves cries, van sortir d'entre els arbustos. Quan la tigressa va atacar l'emperador, aquest aconseguí matar l'animal amb un únic cop d'espasa. Quan arribà l'escorta, van trobar Akbar dret i en silenci al costat de l'animal mort.
Abul Fazal, i fins i tot el crític Badayuni, el van descriure com una persona amb capacitat de lideratge. Va ser notable pel seu comandament de l'exèrcit durant les batalles i, com Alexandre el Gran, sempre estava disposat a arriscar la vida, independentment de les conseqüències polítiques. Sovint, entrava amb el seu cavall al riu crescut durant l'estació plujosa i el creuava amb seguretat. Rarament permetia la crueltat i es diu que havia estat afectuós amb els seus familiars. Va perdonar el seu germà Hakim, que era un rebel penedit. Tanmateix, en rares ocasions, tractà amb crueltat els delinqüents, com el seu oncle matern Muazzam i Adham Khan.

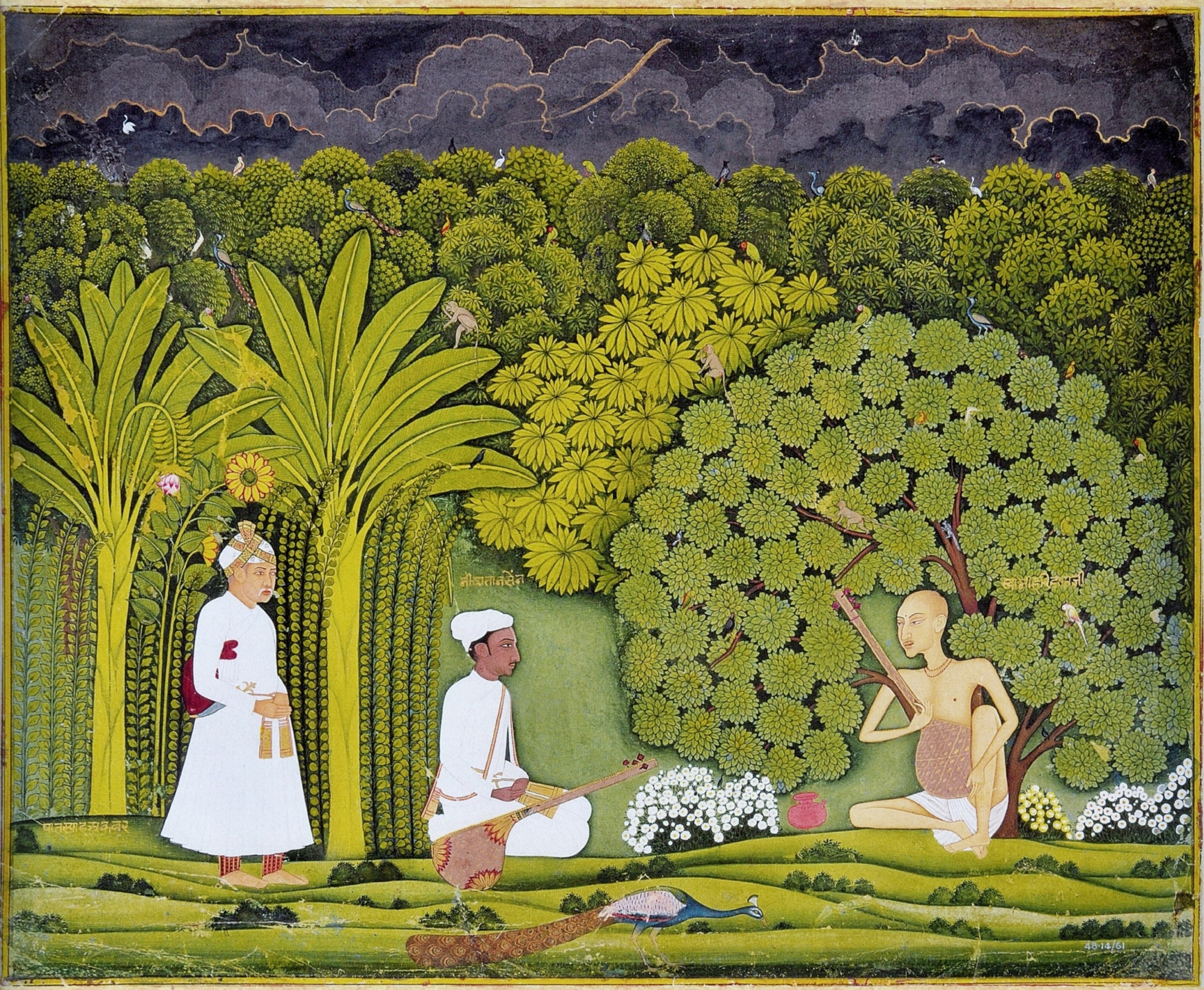
Akbar i Tansen, visitant Swami Haridas a Vrindavan. Pintura cap al 1750

Es diu que era molt moderat en la dieta. En l'Ain-e-Akbari, s'esmenta que durant els seus viatges, i també a la llar, Akbar bevia aigua del riu Ganges, a la qual anomenava l'aigua de la immortalitat. Deixava servidors estacionats a Sorun, i després a Haridwar, per recollir i enviar l'aigua en flascons tancats, a onsevulla que ell s'instal·lava. Segons les memòries de Jahangir, va ser amant de les fruites, però no de la carn, que va deixar de menjar en els darrers anys de la seva vida. Des del punt de vista religiós, va ser més tolerant que molts dels governants musulmans anteriors i posteriors a ell. Jahangir en va escriure:
| « | De la mateixa manera que en l'ample espai de la compassió divina hi ha espai per a totes les classes i seguidors de tots els credos, de manera que... en els seus dominis, ...hi ha lloc per als professors de religions oposades, per a creences bones i dolentes, i el camí cap els conflictes es va tancar. Sunnites i xiïtes es van reunir en una mesquita, i els francs i jueus en una església, i observen les seves pròpies formes de culte. | » |

Per defensar la seva observació que la parla segueix a l'audició, va portar a terme un experiment de privació de sentir parlar una llengua, criant infants en aïllament, que tampoc no se'ls permetia parlar, i va assenyalar que a mesura que es desenvolupaven, seguien sent muts.

## Administració
Va suprimir les funcions d'encarregat de finances (wakil-i mutlak), que van passar al diwan o al wazir (1564). Així el diwan va esdevenir el principal càrrec. Altres càrrec importants eren:
- Mir bakshi, tresorer, cap d'administració militar i cap d'estat major.
- Mir Saman, manufactures i productes imperials.
- Sadr al-Sudur, cadi principal i cap de justícia (el 1581, es van crear 6 sadr al-sudur provincials i se'n van rebaixar les competències del principal).

Les províncies (subas) estaven dividides en districtes (sarkars) i aquests dividits en parganes (pargana) o mahalls. Els governadors provincials eren nomenats per temps breu i estaven rodejats de tot un cos de funcionaris nomenats pel govern central.
El 1579 o 1580, es va inaugurar un nou sistema fiscal anomenat dah sala, basat en la producció dels deu anys anteriors.
En religió va tenir una política de tolerància universal (sulh-i kull). Suprimí l'impost anomenat jizya, que gravava únicament els no musulmans, en general hindús, que eren la població majoritària del seu imperi. El 1579, el poder dels ulemes fou restringit i Akbar va assolir la decisió sobre totes les controvèrsies (decret de la infal·libilitat). Convençut que totes les religions tenien un costat bo, el 1580 fundà un moviment religiós sincrètic entre l'islam i l'hinduisme anomenat Din-i ilahi ('religió divina'), amb l'objectiu que aquesta mesura unís el regne, però no va tenir èxit.
Als diàlegs i debats religiosos organitzats per Akbar, hi prengué part, entre d'altres, el jesuïta català de Vic Antoni de Montserrat, que l'acompanyà durant els seus viatges i n'escrigué una crònica en llatí, Mongolicae legationis commentarius.

### Organització militar
Akbar va organitzar el seu exèrcit així com la noblesa pels significats d'un sistema anomenat mansabdari. Sota aquest sistema, cada oficial de l'exèrcit tenia assignat un rang (un mansab), i un nombre de cavalleria que havia de subministrar a l'exèrcit imperial. Els mansabdars estaven dividits en 33 classes. Els tres rangs que comandaven, que tenien entre 7.000 i 10.000 tropes, normalment estaven reservats per als prínceps. Altres rangs entre 10 i 5.000 estaven assignats a altres membres de la noblesa. L'exèrcit permanent era força petit i les forces imperials consistien majoritàriament en contingents mantinguts pels mansabdars. Les persones, normalment, es designaven per a un baix mansab i després eren ascendides, basant-se en el seu mèrit com també en el favor a l'emperador. Cada mansabdar es necessitava per mantenir un nombre concret de soldats de cavalleria i dues vegades aquest nombre de cavalls. El nombre de cavalls era més gran perquè necessitaven descansar i ser ràpidament reemplaçats en temps de guerra. Akbar va utilitzar mesures estrictes per a assegurar-se un alt nivell de qualitat de les forces armades; els cavalls s'inspeccionaven regularment i normalment només s'utilitzaven cavalls àrabs. Els mansabdars eren ben remunerats pels seus serveis i constituïen el servei del món més ben pagat en el seu moment.

## Mort i llegat

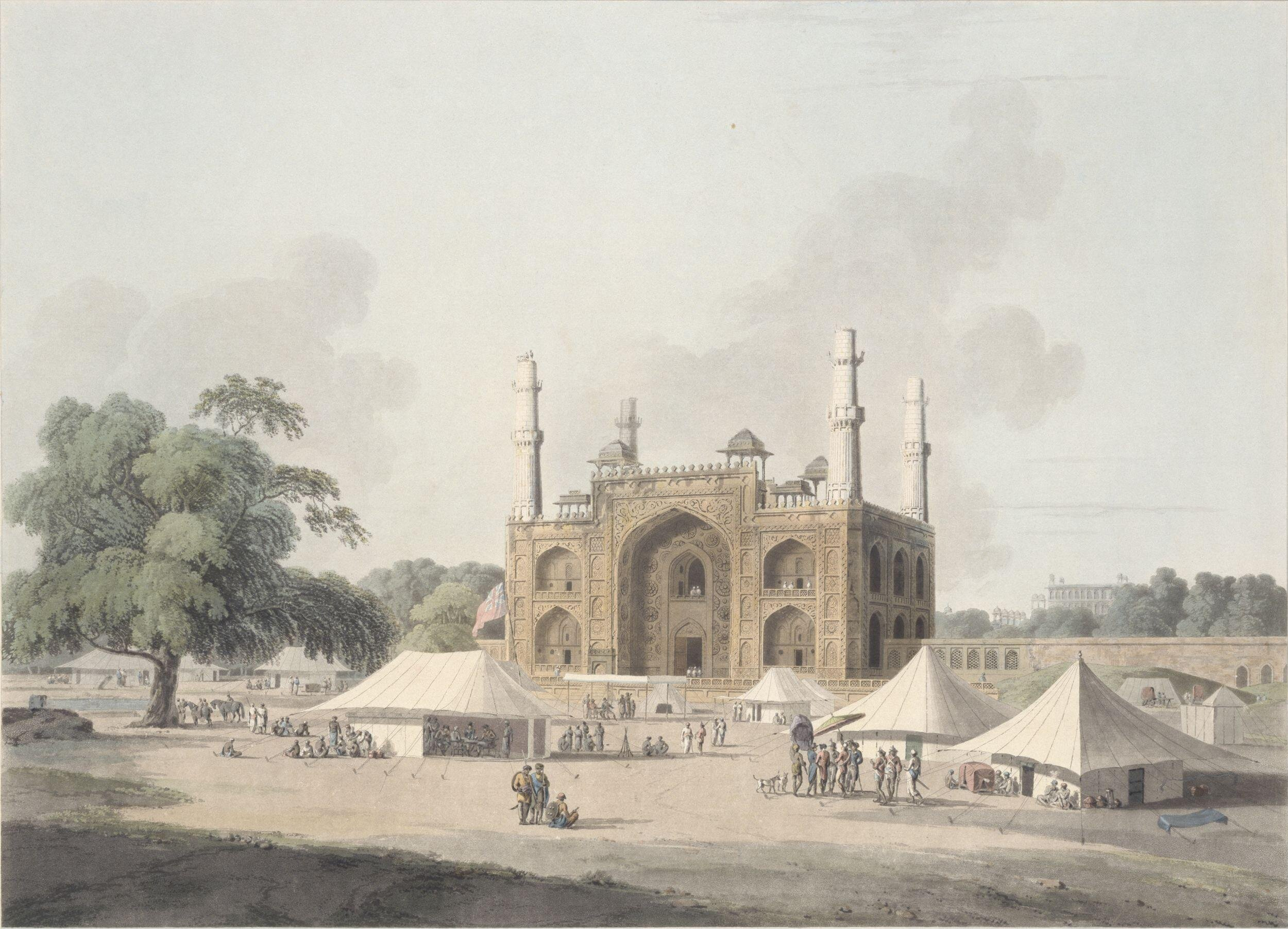
Porta del mausoleu d'Akbar a Sikandra, Agra, 1795

El 3 d'octubre del 1605, Akbar es va posar malalt amb un atac de disenteria, del qual mai es va recuperar. Es creu que va morir cap al 27 d'octubre del 1605, i el seu cos es va enterrar en un mausoleu a Sikandra, Agra.
Akbar va deixar un llegat ric tant per a l'Imperi mogol com per al subcontinent indi en general. Fermament arrelava l'autoritat de l'Imperi mogol a Índia i més enllà, després que havia estat amenaçat pels afganesos durant el regnat del seu pare, i establí la seva superioritat militar i diplomàtica. Durant el seu regnat, la naturalesa de l'estat va canviar a una de secular i liberal, amb èmfasi en la integració cultural. També va introduir algunes reformes socials per al futur, incloent-hi la prohibició sati, legalitzant casaments de vídues i apujant l'edat de casament.
Els descendents mogols inclouen Imran Mogol Imgran (1986-present) que resideix a Antiga Lahore, Pakistan.
Citant la fusió d'Akbar dels separats 'feus' d'Índia en l'Imperi mogol així com el llegat de pluralisme i tolerància que subratlla els valors de la república d'Índia moderna, el magazín Time va incloure el seu nom a la llista des 25 millors líders del món.